# Гожичкі (Сілезьке воєводство)
Гожичкі (пол. Gorzyczki) — село в Польщі, у гміні Гожице Водзіславського повіту Сілезького воєводства.
Населення — 2180 осіб (2011).
У 1975-1998 роках село належало до Катовицького воєводства.

## Демографія
Демографічна структура станом на 31 березня 2011 року:
|          | Загалом | Допрацездатний вік | Працездатний вік | Постпрацездатний вік |
| -------- | ------- | ------------------ | ---------------- | -------------------- |
| Чоловіки | 1070    | 237                | 726              | 107                  |
| Жінки    | 1110    | 230                | 650              | 230                  |
| Разом    | 2180    | 467                | 1376             | 337                  |